# Matrin
Matrin ist ein Alkaloid, das in Pflanzen der Gattung Sophora (Schnurbäume) vorkommt. Es ist pharmakologisch wirksam als Agonist von Opioidrezeptoren und hat eine antikarzinogene Wirkung.

## Vorkommen

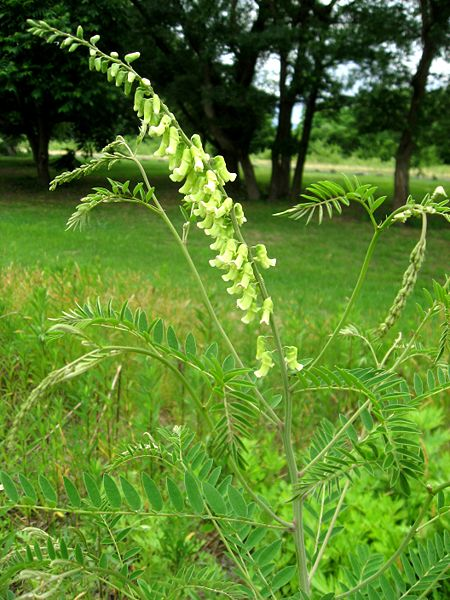
Sophora flavescens, Stammpflanze der Arzneidroge Schnurbaumwurzel

Matrin ist das Hauptalkaloid des Hülsenfrüchtlers Sophora flavescens. In der traditionellen chinesischen Medizin wird die getrocknete Wurzel dieser Pflanze als Ku Shen bzw. kushen (Pinyin) oder 苦参 (Sinogramm) bezeichnet. Pharmazeutische Qualitäten enthalten in Summe mindestens 1,2 % Matrin und Oxymatrin.

## Eigenschaften

### Chemisch-physikalische
Matrin ist ein weißer, kristalliner Feststoff, nach längerer Zeit an der Luft gelb wird. Es ist in Wasser, Benzol und Methanol löslich.

### Pharmakologische Eigenschaften
Matrin besitzt eine starke Anti-Tumor-Aktivität. In vitro und in vivo konnten antiproliferative sowie proapoptotische Wirkungen nachgewiesen werden.
Außerdem wirkt es antiarrhythmisch, antihistaminisch, Hustenreiz unterdrückend sowie antibakteriell und entzündungshemmend.

## Verwendung
In Laborversuchen sowie auf dem Feld konnten akarizide und insektizide Wirkungen von Matrin beobachtet werden. So kann es für Gewächshauspflanzen und Kreuzblütler gegen Läuse, Milben sowie eine Reihe von Insektenlarven eingesetzt werden. Dabei wirkt es auf das Zentrale Nervensystem, was die Atmung blockiert und zur Beeinträchtigung der Bewegungen führt. Zudem wurde herausgefunden, dass Matrin als Fraßschutz gegen die Formosa-Termiten wirkt. Matrin wirkt auch als Nematizid zum Beispiel gegen die Kiefernholznematode (Bursaphelenchus xylophilus). In der Europäischen Union darf es nicht als Wirkstoff in Pflanzenschutzmitteln eingesetzt werden, da es keine Zulassung besitzt.